# Странная белозубка
Странная белозубка (лат. Crocidura paradoxura) — вид млекопитающих рода Белозубки семейства Землеройковые.
Эндемики Суматры (Индонезия). Крупная белозубка с длинным хвостом. Встречаются в западной и северной горной частях острова на высотах от 1000 до 2000 м. Возможная находка экземпляра этого вида на соседнем острове Ява позднее не была подтверждена специалистами. Включены в «Международную Красную книгу» (англ. IUCN Red List of Threatened Animals) МСОП.